# Diego Peñalosa
Diego de Peñalosa (1690, Ceuta, España - Atlántico) fue un militar español que ejerció como Gobernador y Capitán General de Cuba entre 1746 y 1747. 

## Biografía
Don Diego de Peñalosa nació alrededor de 1690 en Ceuta, España. Su padre era  un militar nativo de Setenil de las Bodegas, en Cádiz (Andalucía, España) y tenía seis hermanos: Tres varones (quienes también se desempeñaron como militares) y tres hembras (dos de las cuales, también se unieron en matrimonio con dos  militares).
En su juventud, se unió al Ejército Español, donde logró ascender a  Mariscal de campo, Coronel y brigadier de los Reales Ejércitos.
En 1737 se trasladó a Cuba  donde, años más tarde, en 1746,  sería nombrado gobernador y Capitán General de dicho archipiélago, manteniendo el cargo gubernativo solo un año, pues fue destituido en 1747. Posteriormente, sería nombrado gobernador de Veracruz.
Don Diego de Peñalosa se acostumbró a una vida que se caracterizó por ser escasamente lujosa, pues se centró en  fundar obras para la gente con pocos recursos. Así, construyó, con ayuda de la mayor parte de lo que tenía ahorrado, la Antigua y Real Casa de la Misericordia de Ceuta. Peñalosa también ordenó la liberación de sus dos esclavos cuando ese muriera, después de su breve estancia en un convento, en un tiempo en el que los esclavos solían ser vendidos a otras personas.
Don Diego de Peñalosa, ya jubilado, murió mientras viajaba en barco hacia Cádiz.